# Felsőpetény
Felsőpetény is een plaats (község) en gemeente in het Hongaarse comitaat Nógrád. Felsőpetény telt 768 inwoners (2001).